# DHR
För andra betydelser, se DHR (olika betydelser).
DHR, som utläses Delaktighet Handlingskraft Rörelsefrihet, är en politiskt och religiöst obunden organisation i Sverige för människor med nedsatt rörelseförmåga.
Förbundet startade den 23 juni 1923  som en lokal kamratförening i Göteborg under namnet De vanföras väl. År 1965 byttes namn till De handikappades riksförbund, 2009 till DHR - förbundet för ett samhälle utan rörelsehinder. På förbundsmötet i oktober 2017 ändrades namnet till att endast heta DHR, som ska utläsas Delaktighet Handlingskraft Rörelsefrihet.
Verksamheten är fördelad på 21 distrikt, omfattande cirka 190 avdelningar med totalt cirka 10 000 medlemmar (2017). Förbundsstyrelsen har sitt säte i Stockholm.

### Fotnoter
1. ↑  ”Delaktighet Handlingskraft Rörelsefrihet | DHR” (på svenska). dhr.se. https://dhr.se/. Läst 10 november 2017.
2. ↑  ”DHR:s historia”. DHR. https://dhr.se/om-oss/dhrs-historia/. Läst 17 juni 2023.
3. ↑  ”Det här är DHR”. Arkiverad från originalet den 10 november 2017. https://web.archive.org/web/20171110171432/https://dhr.se/om-dhr/det-har-ar-dhr/. Läst 10 november 2017.